# Bataille de la crête de Verrières
Vous lisez un « article de qualité » labellisé en 2008.
Notes
[a] Discuté en détail dans Pertes.
Seconde Guerre mondiale
Batailles
Opérations de débarquement (Neptune)
- Tonga (Deadstick, Batterie de Merville)
- Albany (Chicago, Manoir de Brécourt)
- Boston (Detroit)
- Utah Beach
- Omaha Beach (Pointe du Hoc)
- Gold Beach
- Juno Beach
- Sword Beach

Secteur anglo-canadien
- Caen
- Authie
- Perch (Villers-Bocage)
- Putot
- Bretteville-l'Orgueilleuse
- Norrey
- Mesnil-Patry
- Martlet
- Epsom
- Windsor
- Charnwood
- Jupiter
- Atlantic
- Goodwood
- Crête de Verrières
- Spring
- Bluecoat
- Totalize
- Tractable

Secteur américain
- Carentan
- Cotentin
- Cherbourg (Bombardement)
- Bataille des Haies (Elle, Saint-Lô, La Haye-du-Puits)
- Cobra
- Mortain

Fin de la bataille de Normandie et libération de l'Ouest
- Rennes
- Saint-Malo
- Brest
- Poche de Falaise
- Chambois
- Paris

Mémoire et commémorations
- Cimetières militaires de la bataille de Normandie
- Commémorations du 70e anniversaire
- Projet UNESCO de classement des plages

La bataille de la crête de Verrières est une bataille de la campagne de Normandie de la Seconde Guerre mondiale qui se déroula du 19 au 25 juillet 1944. Située dans le Calvados, en France, elle opposa deux divisions d'infanterie canadiennes appuyées par la 2e brigade blindée canadienne du côté allié, à des éléments de trois divisions SS allemandes de Panzers. La bataille fut une des tentatives britanniques et canadiennes pour desserrer la pression allemande sur Caen. Elle fit partie des opérations Atlantic (18 – 21 juillet) et Spring (25 – 27 juillet).
L'objectif principal des Alliés était la crête de Verrières, une position surélevée qui dominait la route Caen-Falaise. La crête était défendue par des vétérans allemands qui avaient été repoussés de Caen et qui y avaient établi une solide position défensive. Durant les six jours que dura la bataille, des forces britanniques et canadiennes importantes tentèrent à plusieurs reprises de s'emparer de la crête. Le respect par les Allemands des doctrines défensives et les puissantes et efficaces contre-attaques par les formations de Panzer firent subir de lourdes pertes aux Alliés qui n'obtinrent pas de réel gain stratégique.
Au Canada, la bataille est citée en exemple pour les erreurs tactiques et stratégiques qui la caractérisent, la plus notable étant l'attaque controversée du Royal Highland Regiment (Black Watch) of Canada le 25 juillet. Aucun bataillon canadien n'avait subi de pertes aussi élevées sur une seule journée depuis le raid sur Dieppe de 1942. Cet assaut est l'un des événements les plus controversés et critiqués de l'histoire militaire canadienne,,.

## Contexte

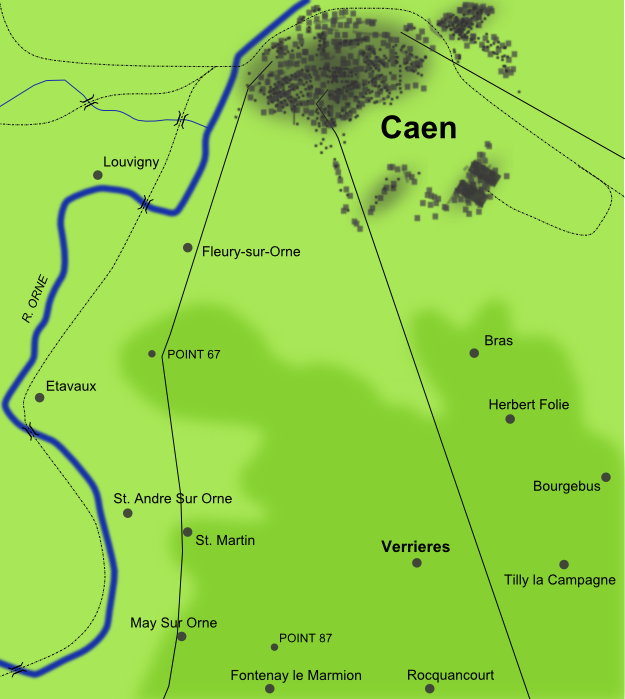
La crête de Verrières et la région alentour

La crête de Verrières est située à 8 km au sud de Caen. Elle surplombe de grandes plaines et domine la campagne entre Caen et Falaise. Caen est un des objectifs majeurs du jour J des forces britanniques et canadiennes, mais les Alliés ne parviennent pas à entrer en ville et une guerre de position s'ensuit jusqu'à la mi-juillet. Le 11 juillet, les Britanniques prennent le nord de la ville au cours de l'opération Charnwood, mais ils sont arrêtés par le 1er corps blindé SS dirigé par Sepp Dietrich. Une semaine plus tard, les Britanniques lancent une nouvelle offensive, l'opération Goodwood, et Caen, détruite aux deux tiers, tombe le 19 juillet. Les Alliés se tournent alors vers Falaise, mais la crête de Verrières solidement défendue par le 1er corps blindé SS leur barre la route. Des éléments de la seconde armée britannique s'emparent de la crête voisine de Bourguébus et prennent pied sur la crête de Verrières mais ne parviennent pas à déloger les défenseurs allemands.

## Participants
Deux divisions d'infanterie et une brigade blindée du 2e Corps canadien, commandées par le général Guy Simonds, sont chargées de mener l'attaque contre les positions allemandes autour de Verrières. La 3e division d'infanterie canadienne, qui a subi de fortes pertes durant les six premières semaines de la bataille de Normandie, a pour mission d'assurer le soutien. La plus grande partie de l'attaque repose donc sur la 2e division d'infanterie canadienne, dont les effectifs sont frais mais relativement inexpérimentés, et sur les chars de la 2e brigade blindée canadienne. Trois divisions du Ier corps britannique sont plus tard affectées à l'opération : la 51st Highland Division, la Guards Armoured Division et la 7e division blindée britannique. Bien qu'elles soient significativement plus expérimentées que leurs homologues canadiennes, les unités britanniques ne jouent qu'un rôle mineur dans la bataille,,.
Pendant que les forces britanniques tentent de s'emparer de Caen, des éléments du Ier corps blindé SS de Sepp Dietrich (qui faisait partie du Groupe d'armée B du Feldmarschall Günther von Kluge) se retranchent le long de la crête de Verrières,. Bien que d'une faible proéminence, la topographie de la crête est telle que les troupes donnant l'assaut sont exposées au feu ennemi provenant de l'autre rive de l'Orne, de la crête et du hameau industriel proche de Saint-Martin. Deux divisions, les 12e division blindée SS et 1re division blindée SS Adolf Hitler, occupent la crête avec l'aide de pièces d'artillerie, de Tigres enterrés et de mortiers. Une troisième division, la 9e division blindée SS se tient en réserve. La 272e division d'infanterie (composée principalement de Polonais et de Russes et levée en 1943), la 116e division blindée et un bataillon de chars Tigre sont également placés en réserve.

## Assaut du Calgary Highlanders
Dans la continuité de l'opération Goodwood le 19 juillet, le Calgary Highlanders tente de prendre l'éperon nord de la crête de Verrières, mais d'efficaces tirs de mortiers allemands limitent son avancée. Des chars du régiment Fusiliers de Sherbrooke sont chargés de soutenir l'assaut et éliminent plusieurs mitrailleuses de part et d'autre du Point 67. Les Highlanders parviennent à se retrancher sur les positions acquises malgré les tirs adverses. Durant les heures suivantes, ils renforcent leur position et les 5e et 6e brigades d'infanterie canadienne lancent plusieurs attaques afin d'exploiter les gains effectués. Celles-ci sont largement repoussées et les Canadiens subissent de lourdes pertes en raison de la ténacité de la défense allemande et de petites contre-attaques d'infanterie ou de chars. Simonds prépare une offensive pour le lendemain avec pour objectif de capturer la rive orientale de l'Orne et les pentes principales de la crête de Verrières,.

## Opération Atlantic

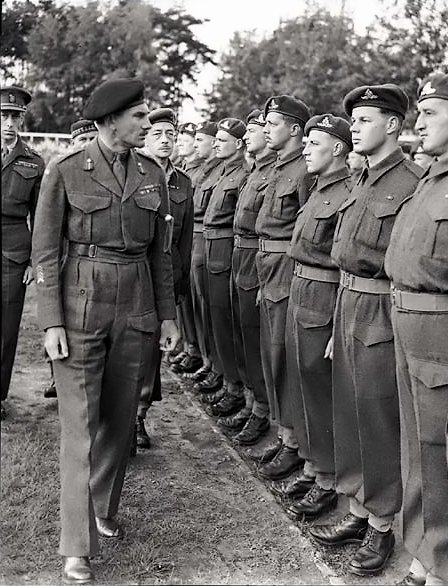
Le général Guy Simonds, commandant des troupes canadiennes durant la bataille, en tournée d'inspection avant le Jour J. PAC Photo.

L'assaut suivant a lieu le 20 juillet, dans le cadre de l'opération Atlantic. Il est mené par le South Saskatchewan Regiment avec le soutien d'unités du Cameron Highlanders. Au cours des premières heures de la journée, les Highlanders prennent position dans Saint-André-sur-Orne, mais sont rapidement repoussés par une contre-attaque d'infanterie et de blindés allemands,. Dans le même temps, le South Saskatchewan Regiment avance sur les pentes de la crête de Verrières, appuyé par des chars et des avions d'attaque au sol Hawker Typhoon. Cependant, l'attaque canadienne échoue en raison de pluies torrentielles qui rendent le terrain boueux et gênent le support aérien. D'importantes contre-attaques allemandes menées par deux divisions blindées repoussent le South Saskatchewans au-delà des positions du bataillon de soutien, l'Essex Scottish, qui est lui-même attaqué. L'Essex Scottish perd plus de 300 hommes en essayant de repousser les attaques de la 12e division blindée SS,. Sur le flanc ouest, le Ier corps blindé SS attaque les forces britanniques lors de la plus grande bataille de chars de la campagne de Normandie. Le South Saskatchewans perd 282 hommes le 20 juillet sans parvenir à prendre la crête.
Malgré ce revers, Simonds considère toujours la crête de Verrières comme un objectif prioritaire et envoie le Black Watch et le Calgary Highlanders stabiliser le front. Le 21 juillet, de petites contre-attaques des deux régiments parviennent à contenir les blindés de Dietrich. À la fin de l'opération, les Canadiens ont pris pied sur la crête et tiennent notamment la cote 67. Cependant, quatre divisions allemandes tiennent toujours la crête. Les Alliés perdent plus de 1 100 hommes au cours des assauts contre la crête de Verrières dans le cadre de l'opération Atlantic.

## Opération Spring

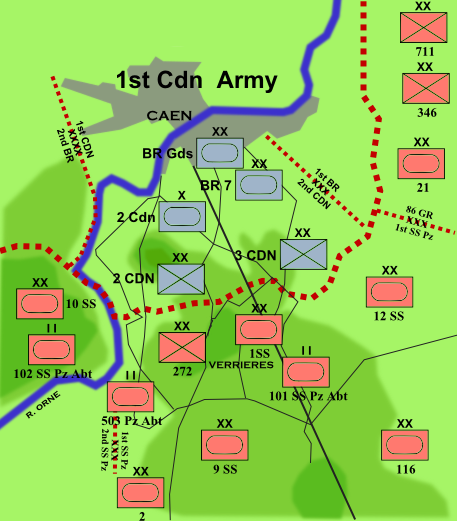
Les lignes initiales de l'opération Spring, montrant la position des divisions et bataillons de chaque camp.

Avec la capture de Caen le 19 juillet, une percée anglo-canadienne est désormais envisageable sur la crête de Verrières,. Dans le secteur américain, le général Omar Bradley, commandant des forces américaines, a prévu sa propre percée, l'opération Cobra. Simonds commence à préparer une nouvelle offensive ayant pour nom de code opération Spring. Spring est à l'origine conçue par le Field Marshal Bernard Montgomery afin d'immobiliser le plus de forces allemandes possibles durant l'opération Cobra. Le 22 juillet, constatant l'échec de l'opération Atlantic, Simonds change l'objectif de l'opération Spring qui a désormais pour but de réaliser une percée dans les lignes allemandes. En prenant la crête de Verrières, Simonds pourrait lancer des attaques de blindés et d'artillerie à partir de son flanc sud afin de repousser les Allemands encore plus loin. Il dégagerait ainsi la route Caen-Falaise, et ses deux divisions blindées britanniques pourraient avancer au sud vers Falaise.
L'opération Spring est prévue en quatre phases parfaitement minutées. Le Calgary Highlanders doit d'abord attaquer la crête de Bourguébus et May-sur-Orne afin de sécuriser les flancs de l'attaque principale. L'attaque majeure est menée par le Black Watch sur la crête de Verrières, avec le soutien des 7e division blindée britannique et 4e division (blindée) canadienne,. Le plan initial prévoit de lancer l'assaut le 23 juillet, mais de mauvaises conditions météorologiques retardent l'opération de quarante-huit heures. Profitant de ce report, le Ier corps Panzer SS reçoit le renfort de quatre bataillons supplémentaires, 480 chars et 500 pièces d'artillerie et canons anti-char,. Les services de renseignement alliés ont vent de ces renforts en interceptant des messages Ultra et en informent le quartier général de Simonds,.

## Attaque du Black Watch
L'opération Spring est lancée le 25 juillet, avec deux jours de retard sur le plan initial. Celui-ci prévoit que le Black Watch lance son attaque vers 5 h 30 à partir d'un point de rassemblement situé à Saint-Martin, à 6 km au sud de Caen. Cependant, la progression des Canadiens le long de la route de St-Martin est lente en raison de la forte opposition allemande et le régiment atteint le point de rassemblement un peu avant 8 h. Le commandant et son adjoint sont tués avant l'arrivée au point de rassemblement et le commandement est alors assuré par le major Phil Griffin âgé de 24 ans. À 8 h 30, il est rejoint par le commandant de la 5e brigade, le brigadier général W. J. Megilland. Malgré l'absence des chars prévus pour soutenir l'assaut, la décision est prise de poursuivre l'attaque.
À 9 h 30, les régiments d'infanterie canadienne qui attaquent la crête sont pris sous le feu des nids de mitrailleuse, mortiers, chars, canons anti-chars de 88 mm et lance-roquettes multiples Nebelwerfer allemands,. Les communications du Black Watch sont coupées après quelques minutes de combat. Quelques membres du Black Watch parviennent à atteindre la crête mais subissent un feu encore plus fort lors des contre-attaques de la 272e division d'infanterie et du groupement Sterz de la 9e division blindée SS. Des 325 hommes présents au point de rassemblement initial, 315 sont tués, blessés ou faits prisonniers,. Le Black Watch perd tous ses officiers supérieurs et deux compagnies du régiment sont presque entièrement anéanties. Le 25 juillet est la journée la plus coûteuse pour un bataillon canadien depuis le raid sur Dieppe de 1942,.

## Conséquences

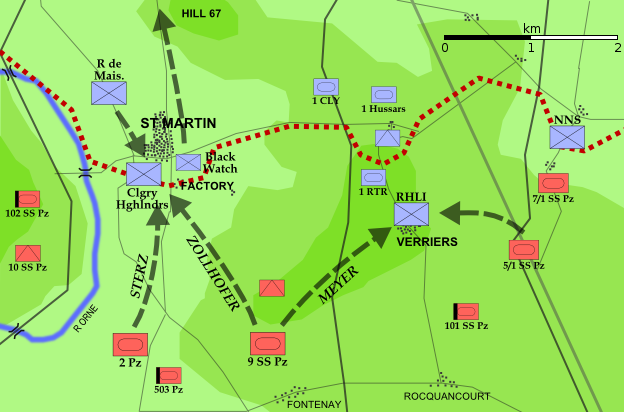
Contre-attaques allemandes à la suite de l'opération Spring, 25-26 juillet 1944

L'ensemble des terrains conquis par les Black Watch et Calgary Highlanders sont perdus lors des contre-attaques allemandes. Celles-ci infligent de lourdes pertes aux Highlanders et à la compagnie de soutien du Black Watch qui avait été épargnée jusque-là. Le Black Watch est réorganisé après la bataille en raison des pertes endurées : aucun autre bataillon canadien ne subira de pertes aussi importantes jusqu'à la fin de la guerre. Le régiment canadien ayant eu le plus grand nombre de pertes sur toute la durée de la guerre est l'Essex Scottish Regiment, la grande majorité desquelles se produisirent lors du raid sur Dieppe en 1942 durant lequel la participation du Black Watch fut minime.
La partie centrale de la crête, près du village de Verrières, est finalement prise par le Royal Hamilton Light Infantry,. La partie orientale est prise puis perdue bien que deux brigades blindées britanniques parviennent à sécuriser des gains significatifs près des positions du Royal Hamilton Light Infantry.
L'incapacité à capturer la crête ne gêne que peu les autres opérations alliées. L'opération Cobra est un grand succès et oblige les Allemands à déplacer des forces importantes : deux divisions blindées sont extraites du dispositif défensif de la crête afin d'aider à repousser les forces de Bradley,. En raison de l'affaiblissement des défenses allemandes, les attaques suivantes sur la crête sont victorieuses. L'opération Totalize enlève la position à ses défenseurs SS le 8 août,.

### Pertes
Les pertes alliées durant la bataille ne furent jamais publiées, mais elles peuvent être déduites des pertes des deux opérations la constituant. Les pertes de l'opération Atlantic sont estimées à 1 349 morts et blessés, dont 300 tués. L'opération Spring se solde par la mort de 500 hommes auxquels s'ajoutent 1 000 blessés ou capturés,. À partir de ces chiffres, les historiens estiment que 800 Canadiens furent tués et 2 000 autres blessés ou faits prisonniers. Les Canadiens tués reposent au cimetière militaire canadien de Bretteville-sur-Laize entre Caen et Falaise.
En raison de la dégradation continue de la chaîne logistique allemande durant la campagne de Normandie, les archives de cette période sont incomplètes et les pertes durant chaque opération difficiles à déterminer. Cependant, le 6 juin, la 12e division blindée SS comptait 20 540 hommes et 150 chars. Le 23 août, elle n'était plus constituée que de « faibles éléments d'infanterie, ni chars, ni artillerie ». La 1re division blindée SS qui était d'une taille similaire à l'origine fut réduite à 300 hommes et dix chars au 23 août. Nombre d'Allemands tués lors de la bataille sont enterrés au cimetière allemand de La Cambe.

## Historiographie et controverse
| L'assaut du Black Watch fut extrêmement courageux mais fut tactiquement mal conduit. Général Guy Simonds, rapport officiel de l'Opération Spring, janvier 1946 |

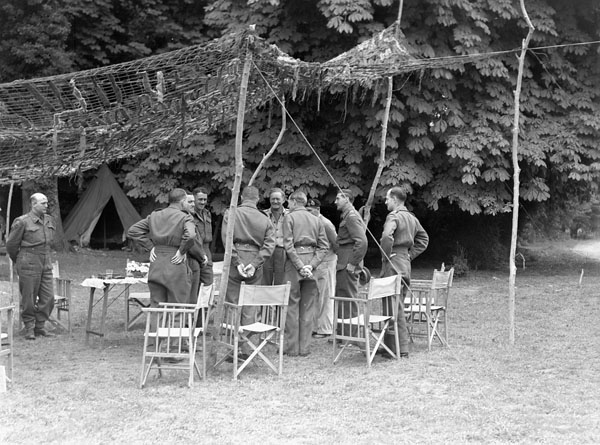
Le Général Sir Bernard Montgomery (huitième à partir de la gauche) discutant avec le Lieutenant-Général Guy Simonds (neuvième à partir de la gauche) au quartier général du IIe Corps canadien en Normandie (France), le 20 juillet 1944. Photo de Lt. Donald I. Grant.

La bataille de la crête de Verrières, qui n'a qu'une faible importance dans l'histoire militaire allemande, est une des batailles les plus connues de la première armée canadienne. Le rapport officiel de Simonds sur l'opération Spring, publié après la guerre, attribua l'échec à un « renforcement de la 11e heure » des lignes allemandes et aux « erreurs stratégiques du major Phillip Griffin et du Black Watch ». Cependant, des documents de la Seconde Guerre mondiale récemment déclassifiés montrent que Simonds et d'autres officiers de haut rang alliés avaient probablement été avertis le 23 juillet d'un renforcement massif de la crête par les Allemands. Certains historiens, notamment David O'Keefe et David Bercuson, ont accusé Simonds d'avoir été négligeant avec la vie de ses hommes,. D'autres comme Terry Copp et John A. English affirment qu'étant donné la forte pression à laquelle les commandants alliés étaient soumis afin de percer hors de Normandie, Simonds n'avait probablement que peu de latitude dans ses décisions,.
L'opération Spring parvint à son objectif de retenir loin du front américain nombre de forces allemandes et contribua ainsi au succès de l'opération Cobra. Les lourdes pertes canadiennes ne firent donc pas l'objet d'une enquête. Le commandant allemand en Normandie, Günther von Kluge, était sur le front canadien le 25 juillet et non sur le front américain où la percée survint,. La bataille de la crête de Verrières ne permit pas aux Britanniques d'exploiter la prise de Caen. Des forces importantes furent transférées sur le front américain après l'opération Cobra afin d'exploiter la percée de Bradley et la crête fut prise durant l'avancée alliée subséquente,.